# Malocampa bronacha
Malocampa bronacha är en fjärilsart som beskrevs av William Schaus 1928. Malocampa bronacha ingår i släktet Malocampa och familjen tandspinnare. Inga underarter finns listade i Catalogue of Life.